# 干拿·高亞迪
干拿·大衛·高亞迪（英語：Conor David Coady，1993年2月25日—）是一名英格蘭職業足球員，司職後衛。現效力於英冠俱樂部雷克瑟姆，代表英格蘭足球代表隊參加國際賽事。
他祖父和祖母具有愛爾蘭血統。

## 球會生涯

### 利物浦
高亞迪於12歲時加入利物浦的青訓系統，於2012年11月8日歐霸盃利物浦對安郅的比賽中首次為利物浦正式比賽上陣。
錫菲聯
2013年7月22日，英甲球會錫菲聯向利物浦借用高亞迪至球季結朿。

### 哈特斯菲
2014年8月6日，英甲球會哈特斯菲以50萬英鎊從利物浦簽下高亞迪，雙方簽約三年。 2014年8月9日，高亞迪在對陣般尼茅夫的比賽中以後備身份首次亮相。2014年10月1日，高亞迪打進了哈特斯菲球會生涯的第一個進球，助球隊以3－1擊敗狼隊。

### 狼隊
2015年7月3日，狼隊以200萬英鎊從哈特斯菲簽下高亞迪，雙方簽約三年
2016年8月9日，高亞迪在英格蘭足球聯賽盃打進了自己的第一個狼隊入球。。
在2018年8月開始，高亞迪被任命為狼隊新一任隊長。
2017年9月高亞迪與狼隊，雙方簽下新的四年合約。
2018年4月21日，在高亞迪狼隊的第120場聯賽賽事，他在第66分鐘打進了十二碼罰球，打進了自己狼隊的第一個聯賽進球，協助球隊以4－0獲勝擊敗保頓及贏得英冠冠軍。2020年9月30日，狼隊宣布隊長高亞迪簽下新的五年合約。

## 國家隊生涯
高亞迪曾代表英格蘭16歲以下到20歲以下的青年足球代表隊。2020年8月，高亞迪收到他的第一次英格蘭代表隊徵召，9月8日歐洲足協國家聯賽0－0賽和丹麥首次上陣。高亞迪是自1990年布爾後首位英格蘭首發的狼隊球員。2020年10月8日，高亞迪在對威爾斯的友誼賽，射入自己首個英格蘭入球，助球隊以3-0取勝。
2021年6月，高亞迪入選英格蘭足球代表隊參加2020年歐洲足球錦標賽。
2022年11月，高亞迪獲选入2022年世界盃英格蘭的最終26人名單。考迪對該屆世界盃主辦國卡達對同性關係、人權記錄和移民工人待遇方面，表示要求談論非足球問題並不過分。

## 個人生活
2021年11月，考迪因其對同性戀足球運動員的直言不諱的支持而在英國LGBT頒獎典禮上被評為年度足球盟友。考迪說“平等是一個宏大的詞，當談到LGBTQ的事情時，我很願意讓人們感到參與其中。” 考迪總結說，在他的團隊中，“『根據他們的性取向批評球員』在『我們的』更衣室里永遠不會出現這種情況。”

## 榮譽

### 球會
狼隊
- 英格蘭足球冠軍聯賽冠軍：2017－18[21]

 莱斯特城
- 英格蘭足球冠軍聯賽冠軍：2023－24[22]

### 國家隊
英格蘭
- 歐洲國家盃亞軍：2020[23]

 英格蘭U17
- 歐洲U-17足球錦標賽：2010

### 個人
- 欧洲联赛賽季最佳陣容：2019－20

## 外部連結
- Soccerway資料庫：干拿·高亞迪
- 足球数据库：干拿·高亞迪的球员统计数据